# 1148 Rarahu
Az 1148 Rarahu (ideiglenes jelöléssel 1929 NA) a Naprendszer kisbolygóövében található aszteroida. Alekszandr Dejcs fedezte fel 1929. július 5-én.